# Йозтюрк Йълмаз
Йозтюрк Йълмаз (на турски: Öztürk Yılmaz) е бивш турски дипломат и политик. След като е бил секретар на турското посолство в Киргизстан и Бразилия, през 2013 г. е назначен за генерален консул на Турция в Мосул. През юни 2014 г. е взет за заложник и държан в плен в продължение на 101 дни заедно с 48 други дипломати, след като екстремисти от Ислямска държава превземат града. На 20 септември 2014 г. са освободени при неразкрити обстоятелства от Турската национална разузнавателна организация – МИТ. На парламентарните избори през ноември 2015 г. е избран за депутат от избирателния район Ардахан от Републиканската народна партия (CHP). През 2018 г. Йълмаз става независим. През 2020 г. Йълмаз основа Партията на иновациите.

## Ранни години и кариера
Йозтюрк Йълмаз е роден през 1970 г. в град Ардахан, Турция. Завършва ранното си образование в родния си град, след това завършва във Факултета по международни отношения на Близкоизточния технически университет в Анкара. През 1996 г. започва работа в Министерството на външните работи на Турция, където е мениджър в отделите, отговарящи за Балканите, Организацията за сигурност и сътрудничество в Европа, Близкия Изток, Централна Азия и Кавказ. Завършил е магистърска степен във Брюкселския свободен университет на темата за интеграция и развитие на Европейския съюз. Женен е, има три деца и говори английски, руски и португалски.